# International Society of Automation
International Society of Automation (ISA) wurde als Instrument Society of America am 28. April 1945 in Pittsburgh, USA von Richard Rimbach gegründet. Die ISA hat über 28000 Mitglieder in 100 Ländern.
1949 definierte ISA den ersten Standard, RP 5.1 Instrument Flow Plan Symbols, dem seither viele weitere gefolgt sind. ISA veranstaltet zahlreiche Konferenzen und Ausstellungen, publiziert Bücher und definiert Standards.

## Umbenennung
Da sich ISA inzwischen stark internationalisiert hatte und der technische Fokus immer weiter über Instrumentierung hinausging, wurde ISA 2000 in ISA--The Instrumentation, Systems, and Automation Society umbenannt. 2008 hatte sich die ISA erneut umbenannt in International Society of Automation.